# جانی ریورا
جووانی ("جانی") ریورا (به ایتالیایی (Gianni Rivera, تلفظ ایتالیایی: [ˈdʒanni riˈvɛ:ra])، (زاده ۱۸ اوت ۱۹۴۳)، از بازیکنان قدیمی تیم میلان و تیم ملی ایتالیا می‌باشد. او یکی از بهترین گلزنان تاریخ میلان می‌باشد. او به همراه تیم ایتالیا در جام جهانی ۱۹۷۰ حاضر شد و به مقام نائب قهرمانی رسید. همچنین به همراه این تیم به مقام قهرمانی جام ملت‌های اروپا ۱۹۶۸ رسید جایزه توپ طلا ۱۹۶۹ را تصاحب کرد.او در رقابتی سخت با ساندرو ماتزولا کاپیتان وقت اینترمیلان بود و در تیم ملی فوتبال ایتالیا سرمربی مجبور بود تنها از یکی از آنها استفاده کند اما در جام جهانی فوتبال ۱۹۷۰ قرار شد از هر دو در یک‌نیمه از بازی استفاده شود ایتالیا با این روش با غلبه بر تمام حریفان به فینال رسید اما در فینال سرمربی تصمیم گرفت تنها از ماتزولا استفاده کند و ریورا فقط در ۹ دقیقه پایانی وارد بازی شد و ایتالیا ۴ بر یک باخت.